# 完顏謾都本
完顏謾都本（1087年—1123年），金景祖完顏烏骨迺之孫，虞國公完顏麻頗之長子。多謀而善戰。十五歲從軍。在女真胡失荅等造反時，謾都本為人質，從胡失荅回完顏部時，中途以計殺看守者而還。攻甯江州，黃龍府，破高永昌，取春、泰州，皆有功，多受賞賚，遂為謀克。討嶺東未服州郡。過土河東山，敗賊三千人。奚、契丹侵入土河西，與猛安蒙葛、麻吉一起反擊。謾都本對敵之中，推鋒力戰，破其眾九萬人。奚一萬多人保阿鄰甸，又被謾都本擊敗，降其旁近居人。又曾經以五百騎破遼兵一千，活捉其將領。1123年興中府降而复叛，謾都本在和完顏闍母反攻時中流矢而死，年三十七。天眷中，贈金紫光祿大夫，諡英毅。